# Winfried Mausolf
Winfried Mausolf (* 24. Juni 1940 in Frankfurt (Oder)) ist ein deutscher Fotograf mit einem Schwerpunkt im Bereich der Sportfotografie.

## Leben und Werk
Winfried Mausolf wuchs in Frankfurt (Oder) auf. Bei Kriegsende 1945 wurde er zusammen mit seiner Mutter und seiner Schwester zunächst aus der Stadt evakuiert. 1949 kehrte der Vater aus russischer Kriegsgefangenschaft zurück und baute einen Dachdeckerbetrieb in Frankfurt auf. Mausolf besuchte bis 4. Juli 1954 die Schule in Frankfurt und schloss von 1955 bis 1958 eine Fotografenlehre am Kleist-Theater bei dem Fotografen Hackel an. Er arbeitete zunächst für die DEWAG in Frankfurt, die im Auftrag der SED Großfotos für Werbezwecke produzierte. Nachdem die Abteilung, für die er arbeitete, aufgelöst wurde, baute er ein Atelier in Seelow auf und besuchte die Meisterschulen in Caputh und Potsdam. Die Meisterprüfung absolvierte er 1968 bei Walter Fricke in Frankfurt. Von 1964 bis 1989 leitete er ein HO-Fotostudio in Seelow. 
1960 veröffentlichte die Heimatzeitung und Kreisausgabe der Bezirksleitung der SED Neuer Tag ein Foto von ihm mit dem Radrennfahrer Täve Schur. Als 1969 der Armeesportklub Vorwärts in Frankfurt ein neues Zuhause fand, und 1971 die Fußballer des FC Vorwärts folgten, wurde Mausolf dort Klubfotograf. Seine Fotografien wurden vor allem in der Fußballwoche und dem Deutschen Sportecho abgedruckt. Seit 1. April 1989 arbeitet Mausolf als freischaffender Fotograf in Frankfurt.
Er ist seit 1966 verheiratet mit der Chemielaborantin Regina Mausolf. Das Paar hat drei Kinder, sechs Enkel und zwei Urenkel (Stand: 2020).
Mausolf ist Mitglied im Lions Club.

## Ausstellungen
- 2012: So weit das Auge reicht. Städtisches Museum Viadrina, Frankfurt (Oder)[2]

## Publikationen
- Frankfurt (Oder). Berlin 1993, ISBN 978-3-87584-371-2
- St. Gertraud Frankfurt (Oder). Regensburg 1996, 2. Aufl. 2008, ISBN 978-3-7954-6731-9
  - Kościół Mariacki Frankfurt nad Odrą. Regensburg 2004
  - Church of St. Mary Frankfurt an der Oder. Regensburg 2004
- 750 Jahre Frankfurt (Oder). Leipzig 2003, ISBN 978-3-934572-19-5
- Zwischen Oder und Spree. Neuenhagen 2005, ISBN 978-3-933603-35-7
- Frankfurt (Oder) und Słubice. Leipzig 2010, ISBN 978-3-942146-03-6
- Frankfurt (Oder) und Słubice. Leipzig 2019, ISBN 978-3-942146-98-2